# Carlos Drummond de Andrade
Carlos Drummond de Andrade (n. 31 octombrie 1902, Itabira, Minas Gerais, Brazilia – d. 17 august 1987, Rio de Janeiro, Rio de Janeiro, Brazilia) a fost un poet, traducător și jurnalist brazilian. Este considerat cel mai important poet al secolului al XX-lea din Brazilia.

## Biografie
S-a născut într-o familie a unor fermieri, proveniți din Scoția și Portugalia. A studiat farmacia în Belo Horizonte. În 1934 se stabilește în Rio-de-Janeiro. Înreaga sa viață a fost funcționar public în ministerul educației și sănătății. După al II-lea Război Mondial a activat în cadrul direcției patrimoniului istoric și artistic.
În 1975, în vremea dictaturii militare a refuzat Premiul de Stat pentru literatură. A activat și ca jurnalist.
A murit la scurtă vreme după moartea singurei sale fiice.

## Poezie
- Brejo das Almas (1934)
- Sentimento do Mundo (1940)
- José (1942)
- A Rosa do Povo (1945)
- Claro Enigma (1951)
- Fazendeiro do ar (1954)
- Quadrilha (1954)
- Viola de Bolso (1955)
- Lição de Coisas (1964)
- Boitempo (1968)
- A falta que ama (1968)
- Nudez (1968)
- As Impurezas do Branco (1973)
- Menino Antigo (Boitempo II) (1973)
- A Visita (1977)
- Discurso de Primavera e Algumas Sombras (1977)
- O marginal Clorindo Gato (1978)
- Esquecer para Lembrar (Boitempo III) (1979)
- A Paixão Medida (1980)
- Caso do Vestido (1983)
- Corpo (1984)
- Amar se aprende amando (1985)
- Poesia Errante (1988)
- O Amor Natural (1992)
- Farewell (1996)
- Os ombros suportam o mundo(1935)
- Futebol a arte (1970)
- Antologia poética:
- A última pedra no meu caminho (1950)
- 50 poemas escolhidos pelo autor (1956)
- Antologia Poética (1962)
- Antologia Poética (1965)
- Seleta em Prosa e Verso (1971)
- Amor, Amores (1975)
- Carmina drummondiana (1982)
- Boitempo I e Boitempo II (1987)
- Minha morte (1987)
- O Elefante (1983)
- História de dois amores (1985)
- O pintinho (1988)
- Carol e Dinha(2009)

## Proză
- Confissões de Minas (1944)
- Contos de Aprendiz (1951)
- Passeios na Ilha (1952)
- Fala, amendoeira (1957)
- A bolsa & a vida (1962)
- Cadeira de balanço (1966)
- Caminhos de João Brandão (1970)
- O poder ultrajovem e mais 79 textos em prosa e verso (1972)
- De notícias & não-notícias faz-se a crônica (1974)
- Os dias lindos (1977)
- 70 historinhas (1978)
- Contos plausíveis (1981)
- Boca de luar (1984)
- O observador no escritório (1985)
- Tempo vida poesia (1986)
- Moça deitada na grama (1987)
- O avesso das coisas (1988)
- Auto-retrato e outras crônicas (1989)
- As histórias das muralhas (1989)

### Traduceri în limba română
Carlos Drummond de Andrade, Mașina lumii și alte poeme, ed. Humanitas, 2012, traducere de Dinu Flămând.